# Vinadio
Vinadio (piemontiul: Vinaj, okcitánul: Vinai) egy 712 lakosú község (comune) a Piemont régióban, Cuneo megyében. A Stura di Demonte-völgyben helyezkedik el, a Tengeri-Alpokban, a Stura folyó mentén, és a szomszédos városkákkal Demontéval és Pietraporzióval együtt Piemont egyik okszitán közösségét alkotják. Vinadio község területe a második legnagyobb Piemontban Alessandria városa után. Vinadio fürdőváros, fürdői 1305 méter tengerszint feletti magasságon találhatók. Vinadioban található Európa legmagasabban fekvő keresztény kegyhelye, a Szent Anna szentély, kb. 2000 méter tengerszint feletti magasságon.

## Látnivalók

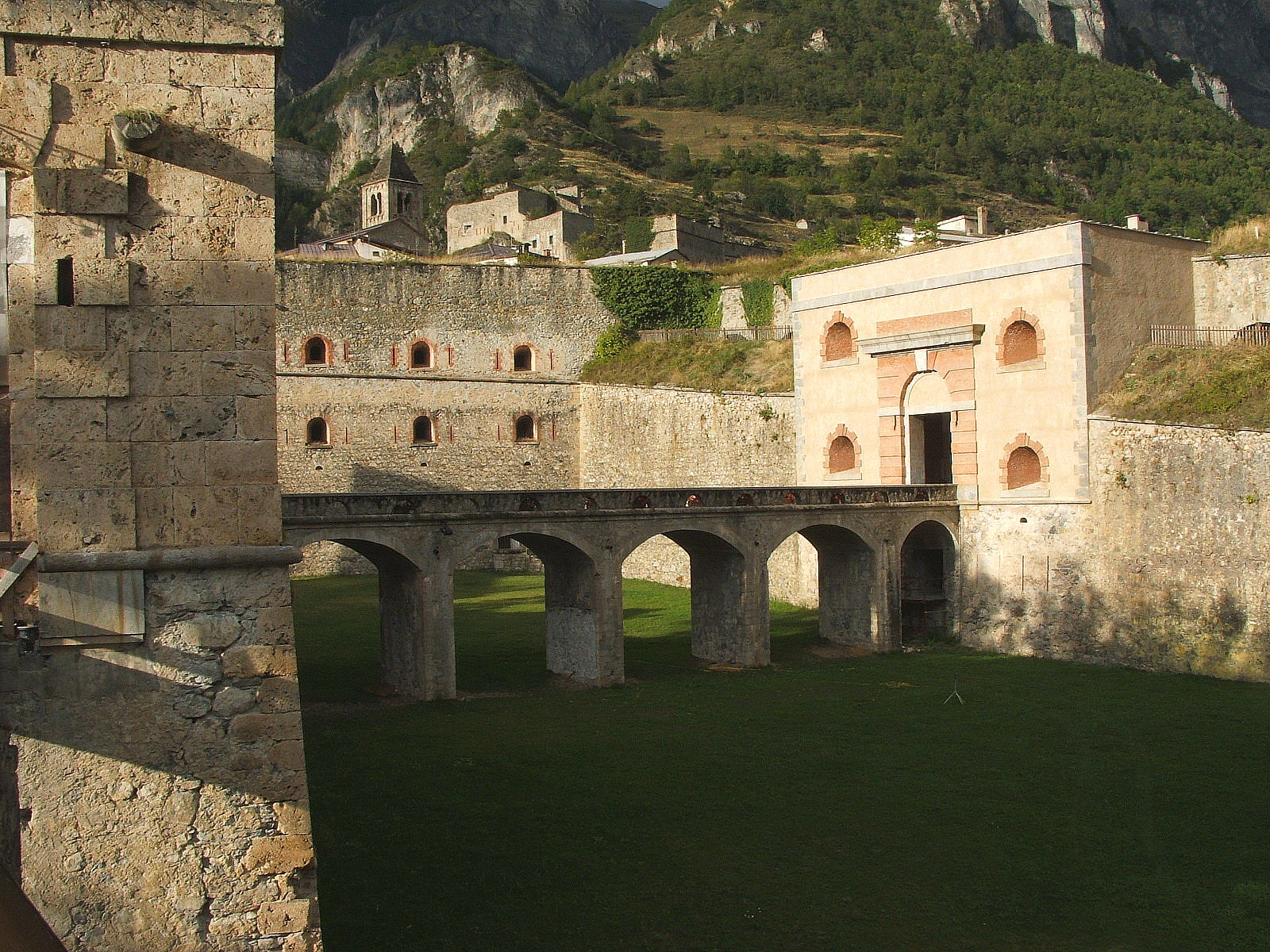
Vinadio erődje

- Forte Albertino: Piemont egyik legnagyobb erődje, és az egyetlen, ami egy egész települést magába zár. III. Károly Emánuel döntött megépítéséről. 1847-ben készült el. Csaknem 4000 munkás dolgozott az építkezésen. A falak hossza kb. 1200 méter, magasságuk néhol eléri a 18 métert. Az alapoknál vastagságuk másfél méter.
- San Fiorenzo templom: román stílusú harangtornya 1321-ben épült, a 17. században bővítették ki.
- Szent Anna szentély: középkori eredetű, a jelenlegi épület azonban 1680-ban épült. A kegyhely ismert zarándokhely. Július 26-án, Vinadio védőszentjének ünnepekor olasz és francia zarándokok közösen ünnepelnek és vesznek részt a körmenetben.
- Vinadio fürdője: a 18. század második felében épült, nyolc gyógyforrás vizét használja fel, amelyek hőmérséklete 30 és 62° között váltakozik. A fürdő kúrái elsősorban légúti megbetegedések, bőrbetegségek és reumatikus panaszok kezelésére ajánlottak.

## Fordítás
- Ez a szócikk részben vagy egészben  a   Vinadio című olasz Wikipédia-szócikk fordításán alapul.  Az eredeti cikk szerkesztőit annak laptörténete sorolja fel. Ez a jelzés csupán a megfogalmazás eredetét és a szerzői jogokat jelzi, nem szolgál a cikkben szereplő információk forrásmegjelöléseként.